# 128795 Douglaswalker
128795 Douglaswalker este o planetă minoră (asteroid) din centura de asteroizi. A fost descoperită pe 13 septembrie 2004 la Goodricke-Pigott Observatory⁠(d) de Roy A. Tucker⁠(d). 
Obiectul prezintă o orbită caracterizată de o semiaxă mare de 2,799022948346 UAi, o excentricitate de 0,1060456396295, o înclinație de 4,2675992413738 ° în raport cu ecliptica.